# Али Диа
Али Диа е бивш сенегалски футболист. Номер 1 в класацията „Топ 50 най-големи трансферни провали в Премиършип“ и на 4-то място в класацията на Дейли Мейл „Топ 10 най-слаби нападатели в Премиършип“.

## Кариера
Кариерата му започва през 1988 във Франция. Играе по долните дивизии на Франция, но рядко записва мачове. През 1995 е взет във финландския ФинПА, но изиграва само 5 мача. След това се пробва и в друг финландски клуб – Палокерто 35. През 1996 играе за ВФБ Любек от северната регионална лига на Германия. В лятото на 1996 кара проби в английските Порт Вейл, Джилингам и АФК Борнмът. Той все пак си намира отбор – аматьорският Блайт Спартанс, за който изиграва 1 мач срещу Болтън Юнайтед. През ноември 1996 Греъм Сунес го взима в Саутхамтън, след като агентът на Диа го представя като братовчед на актуалния носител на златната топка Джордж Уеа. На 21 ноември 1996 Диа подписва за 1 месец със „светците“. Попада в групата на дублиращия тим за мач с Арсенал, но той е отменен поради наводнен терен. На 23 ноември е в групата за мача с Лийдс. Той се оказва първи и последен за Диа в Саутхемтън. Влиза в 32 минута вместо Матю ле Тисиер, но впоследствие е сменен от Кен Монкоу. Диа записва едва 53 минути. По думите на Тисиер, Али се е движел по терена като Бамби на лед. На следващия ден договорът му е прекратен. След това подписва с Гейтсхед, като вкарва 2 гола и двата от дузпи.
През 2001 се отказва от футбола и започва да учи бизнес.